# あおい (リヒャルト・シュトラウス)
『あおい』（独：Malven）は、リヒャルト・シュトラウスが最晩年に作曲したソプラノのための歌曲。シュトラウスの事実上最後の作品である。作品番号は付けられていないが、整理番号として TrV 297 と AV 304 が付けられている。

## 概要
スイスの女性詩人ベティ・ヴェーリ＝クノーベル（1904年-1998年）の「花園に青ざめた顔のようにそそり立つあおい（葵…この場合はゼニアオイ属を指す）」をうたった詩に作曲された。曲の完成後、シュトラウスは自身のオペラ『ナクソス島のアリアドネ』と『影のない女』の初演に出演したチェコ出身のソプラノ歌手マリア・イェリッツァに作品を贈呈した。献辞にはDer gliebten Maria diese letzte Rose (いとしきマリア この最後のバラを) とある。
シュトラウスはイェリッツァに自筆譜を贈った際、楽譜の写真複製を作るように頼んだのだが、イェリッツァはこの求めに応じなかった。シュトラウスの息子のフランツが、リヒャルト・シュトラウスの死を目前にして複製を求めた時にもイェリッツァは拒否しただけでなく、1970年にオーストリア国立図書館が複製の制作を求めた際にもやはりイェリッツァは拒絶している。
その一方で、イェリッツァは自筆譜を売却するために、ブージー・アンド・ホークス社を始めその他の出版社に接触していたようである。しかし、恐らくは要求金額が高すぎたため売却交渉はうまくいかなかった。そのため、曲が存在すること自体は学者の間で知られていたものの、出版されないまま手が付けられない状態が続いた。彼女は生前この曲を封印し、彼女の死後1983年になってようやく公表された。
アレグレット、変ホ長調、4分の2拍子。半音階が多用されているのが特徴。

## 作曲時期
リヒャルト・シュトラウスが亡くなる10か月ほど前の1948年11月にスイスのモントルーで作曲された。1948年11月23日完成。『あおい』よりも少し前に、ソプラノ独唱とオーケストラ伴奏による歌曲『4つの最後の歌（TrV 296, AV 150）』が作曲されている。この中の「九月」は、イェリッツァとその夫Irving P.Seeryに献呈されているだけでなく、「九月」の初期段階の草稿には「この世でもっとも美しい女性に」とイェリッツァへの献辞が書き込まれている。

## 歌詞
スイスの女性詩人ベティ・ヴェーリ＝クノーベル（1904年-1998年）が、1948年10月29日のDie Weltwoche誌に掲載した詩　を歌詞にしている。
原詩は16行からなっているが、シュトラウスは原詩の第7、8行の2行を削除して14行を歌詞に用いている。また、シュトラウスによって原詩に微妙な改変が加えられている。そのほかにも、ブージー・アンド・ホークス社から出版されている楽譜の歌詞には誤植があり、イェリッツァの所持していた自筆譜とは異なる歌詞になっている部分がある。

## 編成
- ソプラノ独唱
- ピアノ

## 演奏時間
約3分半

## 初演
作品の公開初演は1985年1月10日、ニューヨーク・フィルハーモニック定期演奏会において、ソプラノ歌手キリ・テ・カナワによって行なわれた。
1985年1月10日に、ニューヨーク・フィルハーモニックの定期演奏会で、ズビン・メータ指揮キリ・テ・カナワ独唱による『最後の4つの歌』が演奏される予定だったが、メータはそのちょうど1か月前に、ニューヨークのサザビーズで『あおい』の自筆譜が出品されることに気づいた。メータは以前から『あおい』の存在を知っていて、生前のイェリッツァに個人的に接触していたが、イェリッツァは自分が死ぬまで公開演奏をしない旨メータに伝えていた。
メータはニューヨークフィルの事務職員に命じて『あおい』の初演の権利を手に入れるよう指示、自筆譜を落札した個人コレクターFrederick R.Kochは初演の権利を与えることに同意した。このようにして、ニューヨーク・フィルハーモニックの定期演奏会で、独唱キリ・テ・カナワによって『あおい』の初演が行われた。

## 出版
イェリッツァの死後、自筆譜はオークションにかけられ個人コレクターFrederick R.Kochの手に渡ったが、最終的には1985年になってブージー&ホークス社から楽譜が出版された。なお、ブージー・アンド・ホークス社から出版されている出版譜は、イェリッツァが所持していた自筆譜とは完全には一致していない。異同のリストは、John M.Kissler (1993-07). “'Malven':Richard Strauss's 'letzte Rose!'”. Tempo (Cambridge University Press) 185:  25. に掲載されている。

### 注
1. ↑  後に、1949年刊の『新詩集』(ドイツ語: Neue Gedichte) に収録されている'"`UNIQ--ref-00000006-QINU`"'。

## 関連作品
晩年に作曲された作品
- 4つの最後の歌 TrV 296, AV 150
- ホルン協奏曲第2番 変ホ長調 TrV 283, AV 132
- オーボエ協奏曲 ニ長調 TrV 292, AV 144